# 다카야마 미루
타카야마 미루(일본어: 高山美瑠/たかやま みる，1981년 2월 16일 -)는 일본 도쿄도 출신의 가수로, 본명은 공개하지 않고 있다. 레코드 회사는 워너뮤직 재팬(WARNER MUSIC JAPAN) 사무소는 리틀스테이션(Little Station) 소속이다.
애칭은 미루양(일본어: 美瑠孃), 미루미루(일본어: みるみる),  미루쨩(일본어: 美瑠チャン))이다.
타카야마 미나미(일본어: 高山みなみ)의 사촌동생이라는 관계로 1997년경부터 TWO-MIX의 스튜디오를 견학하게 된다.
동시에 아르바이트 하면서 보컬 레슨을 받기 시작해, TWO-MIX 신곡 데모 테이프 녹음 때 타카야마 미나미의 대역으로서 나가노 시이나(일본어: 永野椎菜)로부터 가노래를 부탁받은 것이 계기가 되어 TWO-MIX와의 커뮤니케이션이 시작되었다.
「김전일 소년의 사건부」타이업의 프레젠테이션에 그녀 스스로가 사용하기 위해 쓴 곡이 훌륭하다고 판단받자 갑작스런 데뷔가 정해졌다.

## 내력과 인물
1999년에 〈엔터테인먼트 노선〉의 실현이라는 이름 아래 사무소 〈Little Station〉에 소속하면서, 5월에 워너뮤직재팬으로부터 《타카야마 미루 with TWO-MIX》명의로 데뷔했다.
무명이었음에도 불구하고, 신곡 발매의 공지 포스터를 작성하는 등 선전 활동을 대대적으로 행한 결과, 오리콘 차트 최고순위 20위를 기록하였다.
데뷔 당초의 캐치 카피문구는 〈디지털리스트 download(태어나다)〉였으나 어디까지나 TWO-MIX의 음악 활동의 연장에 지나지 않았기 때문에, TWO-MIX 팬들에게는 많은 호평을 받지 못했다. 제공된 악곡의 대부분은 본래 TWO-MIX 명의로서 발매해야 할 악곡, 혹은 과거의 TWO-MIX의 커버였기 때문에 “타카야마 미루의 특색이 나타나지 않는다”, “TWO-MIX와 똑같이 들린다” 등의 비판이 있었다.
또 TWO-MIX의 음악성의 흐름 안에서 충분한 육성기간을 거치지 않고 급거 데뷔했기 때문에 가창력 자체에 대해서도 “서투른 아이돌 가수보다도 떨어진다”라고 혹평하는 사람도 있었다.
2000년에는 타카야마 미나미와 기간 한정 유닛 〈M★TWO-MinaMiru-〉를 결성하여, 싱글 1장, 앨범 1장을 발표하였다.
이것에 대한 팬으로부터 어려운 의견을 받아 Little station의 홈페이지 상에서 프로듀서인 나가노 시이나가 “TWO-MIX는 미루에게 차갑다고 하지만, 열심히 최선을 다해 왔다. 자신이 왔던 것이 역량 부족이라고 말해지면 슬프다” 라고 자신의 역량 부족을 정면에서 인정하지 않았던 것으로, 새로운 비판을 받게 되었다.
그 후 유닛 활동을 종료한 후, 스스로의 희망으로 미국으로 유학가기 위해 가수 활동을 중단하고 현재 재개의 목표는 서지 않아서, 팬도 이것을 사실상의 은퇴라고 인식하고 있다.

## M★TWO-MinaMiru- 소개
2000년에 결성된 타카야마 미나미(TWO-MIX)와 타카야마 미루의 여성 2인조 기간한정 유닛.

## 디스코그라피

### 싱글
타카야마 미루(高山美瑠) with TWO-MIX
- JUSTICE~Future Mystery~　(1999년 5월 12일，WPD7-10006，wea/WARNER MUSIC)

※요미우리TV,일본TV계 애니메이션 「김전일 소년의 사건부」오프닝 테마.
- Kiss　(1999년 8월 25일，WPD7-10010，wea/WARNER MUSIC)
- RHYTHMIC YOUTH (1999년 11월 10일，WPC7-10038，wea/WARNER MUSIC)

※TV 도쿄계 퀴즈 프로그램 「퀴즈 홍치청치」엔딩 테마.
M★TWO-MinaMiru-
- 37℃~微熱戰記~ (2000년 2월 23일，WPC7-10041，wea/WARNER MUSIC)

※TV 도쿄계 애니메이션 「자폭군」엔딩 테마.

### 앨범
M★TWO-MinaMiru-
- Single＆Single (2000년 3월 23일, WPC7-10043, wea/WARNER MUSIC)

※M★TWO-MinaMiru- 명의이지만, 실질상 타카야마 미루 명의의 앨범이다.

## 라디오
- 타카야마 미루의 가마쿠라·쇼난 데이트 장소 홀로 여행 (NACK5 /1999년 7월 24일)

## 같이 보기
- TWO-MIX
- 타카야마 미나미
- 나가노 시이나